# Tura Satana (Band)
Tura Satana war eine US-amerikanische Alternative-, Rap- und Nu-Metal-Band aus Los Angeles, Kalifornien, die im Jahr 1993 unter dem Namen Manhole gegründet wurde und sich 1998 auflöste.

## Geschichte
Die Frontfrau Tairrie B. war bereits vor Gründung der Band solo aktiv und hatte, nachdem sie einen Plattenvertrag durch den Künstler Eazy-E erreicht hatte, 1987 das Album The Power of a Woman veröffentlicht. Das „B.“ sollte für „Being totally in control, Bitch“ stehen, ihrer richtiger Vorname ist Therese, ihr richtiger Nachname Beth. 1990 erschienen die Singles Swingin’ Wit ’T und Murder She Wrote bei MCA Records. Der zweite Titel stieg in die britischen Singlecharts ein. Zudem war sie auch in der Band Sugartooth aktiv.
1993 gründete sie die Band Manhole, die neben ihr aus dem Gitarristen Scott Ueda, dem Bassisten Rico Villasenor und dem Schlagzeuger Marcelo Palomeno bestand. Die Band veröffentlichte im Jahr 1996 das Album All Is Not Well, dass von Ross Robinson produziert und im Titan Studio aufgenommen worden war. Der Veröffentlichung folgte eine Europatournee zusammen mit Fear Factory.
Dabei spielten beide Bands auch zusammen mit Drain STH in Köln. Beth intrigierte im weiteren Verlauf gegen andere Bands und Mitglieder, prügelte sich zudem mit Security-Personal. Nachdem einem Auftritt während der Fear-Factory-Tour kam es zur Auseinandersetzung zwischen Road-Crew und Security-Leuten, die in eine Schlägerei ausartete. Security-Männer zerstörten am Tourbus Scheiben und Reifen, Villasenor brach jemandem eine Rippe und wurde inhaftiert. Nach einem weiteren Eklat mit einem Zuschauer, bei dem Beth die Beherrschung verlor, auf ein Security-Mitglied einschlug und hinter die Bühne und den Duschraum zerstörte, nahm man wurde die Band endgültig aus dem Tour-Programm. Beth beklagte sich dabei über Dino Cazares’ persönliches Verhalten.
Ende 1996 spielte die Band zudem zusammen mit Type O Negative und Moonspell in Hamburg. Nachdem bekannt wurde, dass der zuständige Artists-and-Repertoire-Mitarbeiter der Band verschwiegen hatte, dass bereits eine Band aus Texas Manhole hieß und die Namensrechte auch bei einer Zahlung von 40.000 Dollar nicht abtreten wollte, nannte man sich ab 1997 nach der Hauptdarstellerin in Russ Meyers Film Die Satansweiber von Tittfield Tura Satana.
Unter neuem Namen erschien 1997 das von Michael Vail Blum produzierte Album Relief Through Release. Es enthielt unter anderem auch eine Coverversion von Nirvanas Negative Creep. Ende 1997 spielte die Band in London zusammen mit Bullyrag und Human Waste Project. Nach Auftritten in England und Spanien und vor Konzerten in Mailand und Paris flog Tarrie B. mit Ueda während der Tour nach Los Angeles. Nachdem Ueda zu Halloween 1997 lieber bei seinen Kindern in Los Angeles blieb, als mit der Band auf Europatournee zu gehen, ersetzte man ihn durch Brian Harrah.
Anfang 1998 folgte eine Tournee durch Großbritannien mit Will Haven und Psycore, dann Auftritte mit Pitchshifter in Europa. Dabei spielten beide Bands auch in Hamburg. Mit Sybian spielte die Band in Köln. Über F.A.D Records wurde All Is Not Well unter dem neuen Bandnamen wiederveröffentlicht, dann kam es noch im selben Jahr zur Auflösung.
In ihrer Karriere hatte die Band auch in Los Angeles zusammen mit Gruppen wie Rage Against the Machine, Korn und Downset. gespielt. Mit Letzterer ist Tura Satana auch persönlich befreundet. Am 18. Januar 2002 spielten Mitglieder Tura Satana in Hollywood zusammen mit Beth’s neuer Band My Ruin zu ihrem Geburtstag ein paar Tura-Satana-Songs.
Mit dem Song Sick with It ist Tura Satana auf dem Soundtrack zu dem Psychothriller 8mm – Acht Millimeter von Joel Schumacher von 1999 vertreten.

## Stil
Jason Ankeny von Allmusic ordnete die Musik von Tura Satana dem Alternative Metal zu. Laut Holger Stratmann in der Rock Hard Enzyklopädie stammt Beth aus dem Umfeld von Gangsta-Rap- und Hip-Hop-Größen wie Dr. Dre, The D.O.C., House of Pain und Eazy-E. All Is Not Well biete eine Mischung aus Rap Metal und Hardcore Punk. Auf dem Album thematisiere die Gruppe die Schwächen der US-amerikanischen Gesellschaft. Bis zu seinem Ausscheiden sei Scott Ueda der Haupt-Songschreiber gewesen. Laut Markus Kavka vom Metal Hammer werden die Texte von Beth geschrieben, wobei die meisten Liebe und Schmerz thematisieren würden. Zudem gab sie im Interview mit Kavka an, dass sie textlich nicht nur durch Dinge wie Bandkollegen, Liebe, Tod, Religion, Alkohol, Gedichte, Gewalt, Tränen, Rockstars, Träume, Rache und Wut beeinflusst wird. So habe sie während der Aufnahmen zu Relief Through Release Dantes Inferno gelesen. Das Lied Storage handele von Joey Castillo von Sugartooth, der eine gescheiterte Beziehung mit Beth gehabt habe und noch immer Dinge von ihr in seiner Garage aufbewahre und diese nicht herausgeben wolle. Matthias Mineur vom Metal Hammer bezeichnete in seiner Rezension zu All Is Not Well Beth als Rapperin. In den Liedern thematisiere man auf aggressive Weise Vergewaltigung und Rassismus. Laut Martin Popoff in seinem Buch The Collector’s Guide of Heavy Metal Volume 3: The Nineties spielt die Band auf All Is Not Well Gangsta-Rap-Metal, der sehr politisch, aggressiv und vergleichbar mit der Musik von Rage Against the Machine, Downset. und Biohazard sei. Auf Relief Through Release werde sowohl gerappt als auch geshoutet. Aufgrund dessen und der Tatsache, dass dies von einer Frau gemacht werde, sei die Musik mit der von Kittie vergleichbar, wobei bei Tura Satana ein literarischer Anspruch erkennbar sei. Die Musik sei eine Art bahnbrechender Nu Metal. Zudem könne man die Musik zwischen Scratching Post und Crisis einordnen. Das Nirvana-Cover sei punkig und grob.

## Diskografie
als Manhole
- 1994: Los Angeles (Demo, Eigenveröffentlichung)
- 1994: Victim (EP, Noise Records)
- 1996: All Is Not Well (Album, Noise Records)

als Tura Satana
- 1997: 3 Song Sampler (Demo, Eigenveröffentlichung)
- 1997: Relief Through Release (Album, F.A.D Records)
- 1997: Scavenger Hunt / Piece of My Heart (Single, Noise Records)
- 1998: Venus Diablo (Single, Noise Records)
- 1998: All Is Not Well (Album, F.A.D Records)